# Елза Гоева
Елза Борисова Гоева е българска художничка, живописка. Създава фигурални композиции, портрети и пейзажи. Нейни творби се намират в НХГ, окръжни галерии и частни колекции. Неин съпруг е художникът Владимир Гоев.

## Биография
Елза Гоева е родена на 27 юли 1928 година в село Болярово (днес град), Ямболско. През 1953 година завършва специалност „живопис“ във ВИИИ „Николай Павлович“ в София, при проф. Панайот Панайотов. Участва в общи изложби, окръжни изложби и изложби в други държави - Москва, Букурещ, Прага, Анкара, Истанбул. Прави десетки самостоятелни изложби.

## Творби
По-известни нейни творби са:
- Учителка в помашко село (1953)
- Свиждане (1957)
- портрети – Ген. Владимир Заимов (1967)
- Никола Вапцаров (1969)
- Иван Загубански (1970)
- Лeнин (1970)
- Георги Димитров (1972)
- пейзажи – Църква в Райково (1968)
- Созопол – музеят (1970)
- Турция – декември (1972)
- Истанбул (1971)

## Награди
- През октомври 2006 година получава наградата „Икар“ на едноименната галерия за самостоятелната ѝ изложба живопис „Храмът“.[3]